# Colom bronzat de Nova Bretanya
El colom bronzat de Nova Bretanya (Henicophaps foersteri) és una espècie d'ocell de la família dels colúmbids (Columbidae) que habita els boscos de Nova Bretanya i Umboi, a les illes Bismarck.